# Lalići
Lalići is een plaats in de gemeente Kapela in de Kroatische provincie Bjelovar-Bilogora. De plaats telt 38 inwoners (2001).